# منتخب صربيا لهوكي الجليد
منتخب صربيا الوطني لهوكي الجليد هو منتخب وطني يمثل صربيا في منافسات هوكي الجليد الدولية، بدأ منافساته في سنة 2007، نافس في بطولة العالم لهوكي الجليد 4 مرات وقد كان ينافس سابقاً باسم يوغوسلافيا، يحتل حالياً التصنيف الثلاثين على العالم.